# René Hérault
Pour les articles homonymes, voir Hérault.
René Hérault, seigneur de Fontaine-l'Abbé et de Vaucresson, né à Rouen le 23 avril 1691 et mort à Paris le 2 août 1740, est un magistrat français. Il fut lieutenant général de police (1725-1739) et conseiller d'État.

## Biographie
Il est issu d’une ancienne famille de Normandie (Manche). Il est le fils de Louis Hérault (1645-1724),  receveur des domaines et bois de la généralité de Rouen et de sa seconde épouse, Jeanne Charlotte Guillard de La Vacherie.

### Début de carrière
René Hérault est d’abord avocat du roi au Châtelet de Paris (1712), puis procureur général au Grand Conseil (3 février 1718), avant de devenir maître des requêtes et intendant de la généralité de Tours (23 mars 1722).
En 1725, la disette ayant occasionné une émeute dans cette ville, Hérault s’empresse de faire approvisionner les marchés et donne, dans ces circonstances difficiles, des preuves d’une grande capacité administrative(source?). 
Il est appelé à Paris et nommé lieutenant général de police (28 août 1725), en remplacement de Nicolas Ravot d'Ombreval, qui le remplaça lui-même comme intendant de Tours.

### Lieutenant général de police
Comme lieutenant général de police, il ordonne que les décharges publiques soient installées en banlieue, à l'extérieur de Paris. Il introduit la pratique d'arroser les rues pendant les vagues de chaleur estivales afin de prévenir les incendies.
En 1728, il ordonne que, pour la première fois, les noms des rues soient inscrits sur des panneaux. Son ordonnance du 30 juillet 1729 généralise cette pratique : elle prescrit que tous les propriétaires de maisons au début et à la fin de chaque rue y apposent des plaques de pierre gravées du nom de la rue. Il tente également d'introduire un système de numérotation des maisons et des immeubles mais il doit reculer devant l'opposition de la noblesse qui refuse de voir les portails de ses hôtels particuliers défigurés par l'apposition de plaques numérotées, selon une pratique alors jugée égalitaire dans la mesure où elle doit s'appliquer de manière identique aux hôtels aristocratiques et aux logements des classes populaires.
Il contribue à la persécution des Jansénistes, ce qui lui vaut de ne pas être ménagé dans les Nouvelles Ecclésiastiques, journal clandestin du "parti" janséniste fondé en 1728 . Il fait procéder à des perquisitions dans Paris afin de découvrir les auteurs, les imprimeurs et les distributeurs de cette gazette, lacérée et brûlée par la main du bourreau en 1731 et qui, cependant, s’imprime encore clandestinement. Hérault trouve souvent dans son hôtel et jusque dans son carrosse des feuilles fraîchement imprimées, que des mains qui restèrent toujours invisibles se plaisent à y déposer.
Ce magistrat prend des mesures rigoureuses contre les convulsionnaires du cimetière de Saint-Médard (1732).
Il lutta également contre la franc-maçonnerie, qui a été récemment introduite en France. Il interdit aux aubergistes et aux restaurateurs d'héberger ou de servir les loges maçonniques sous peine de fermeture pour 6 mois et d'une amende de 3 000 livres. Ayant obtenu d'une prostituée une copie du rituel maçonnique, il le fait publier dans des journaux satiriques en 1737, afin de discréditer la franc-maçonnerie. La révélation du rituel suscite les rires et ralentit significativement les progrès de la franc-maçonnerie en France pour plusieurs années.
Hérault parvint également à établir un vaste réseau d'espions et d'informateurs à Paris et dans les provinces et, comme bien d'autres lieutenants généraux de police du XVIIIe siècle, il était particulièrement détesté pour sa police secrète.
Le 21 décembre 1739, René Hérault quitte la lieutenance générale de police où il est remplacé par son gendre Claude Henry Feydeau de Marville. 
Il est alors nommé conseiller d'État et intendant de la généralité de Paris mais il meurt en charge quelques mois après avoir accédé à sa charge, le 2 août 1740 à l'âge de 49 ans.

### Famille
En 1719, René Hérault épouse Marguerite Durey de Vieuxcourt (1700-1729), fille de Jean-Baptiste Durey de Vieuxcourt (1665-1747), président du grand conseil, et Louise Le Gendre. La première madame Hérault est la cousine germaine de Louise Bernarde Durey qui épousera en 1736 Louis Jean Bertier de Sauvigny, intendant de la généralité de Paris de 1744 à 1776. De cette première union, sont nées deux filles :
1. Louise Adélaïde Hérault (1722-1754), qui épouse Claude Henry Feydeau de Marville (1705-1787).
2. Jeanne Charlotte Hérault (1726-1753 ou 1756), qui épouse Jean François Gabriel († 1794), comte de Polastron, dont elle eut une fille Gabrielle de Polastron, par son mariage duchesse de Polignac, l'amie intime de Marie-Antoinette

En 1732, René Hérault se remarie avec Hélène Moreau de Séchelles (1715-1798), fille de Jean Moreau de Séchelles (1690-1760), alors intendant du Hainaut et qui devient ultérieurement contrôleur général des finances
3. Jean-Baptiste Martin Hérault de Séchelles (1737-1759), qui  épouse en 1758 Marguerite-Marie Magon de La Lande, petite-fille de l'armateur malouin François-Auguste Magon de La Lande. Le conventionnel Marie-Jean Hérault de Séchelles serait non pas son fils mais celui de Louis Georges Érasme de Contades (1704-1793), maréchal de camp et futur maréchal de France (dont Marguerite-Marie Magon de La Lande était alors la maîtresse.